# West Peoria (Illinois)
West Peoria je grad u američkoj saveznoj državi Ilinois. Prema popisu stanovništva iz 2010. u njemu je živjelo 4.458 stanovnika.